# Otto Skorzeny
Otto Johann Anton Skorzeny, né le 12 juin 1908 à Vienne (Autriche-Hongrie) et mort le 6 juillet 1975 à Madrid (Espagne), est un officier allemand et commando SS particulièrement connu pour ses missions réalisées lors de la Seconde Guerre mondiale pour l'Allemagne nazie, souvent sur ordre direct d'Adolf Hitler. Après la guerre, il rejoint l'Espagne franquiste, puis se rend en Égypte. Par la suite, il est un informateur du Mossad israélien dans des actions contre les pays arabes.

## Biographie

### Jeunesse
Otto Skorzeny naît à Vienne dans une famille autrichienne de la classe moyenne, ayant des origines polonaises du côté de la Bucovine et possédant déjà un long passé militaire. Sa langue maternelle est l'allemand mais il parle très bien français, anglais et italien. Tout en étant membre d'un corps franc d'étudiants anticommunistes, il devient ingénieur. Il pratique un sport d'étudiants très courant à l'époque, la Mensur, qui consiste en des duels à l'épée avec armure partielle. Ces combats sportifs le marquent de plusieurs cicatrices au visage (des Schmisse), ce qui lui vaut le surnom de Scarface que lui donnent plus tard les Alliés.
Il rejoint le Parti nazi autrichien en 1931, puis les SA. Otto Skorzeny joue un rôle mineur lors de l'Anschluss du 12 mars 1938, en protégeant le président autrichien Wilhelm Miklas des nazis prêts à le tuer.

### Seconde Guerre mondiale
En 1939, après l'invasion de la Pologne, il se porte volontaire pour servir dans la Luftwaffe, l'armée de l'air allemande, mais ayant dépassé la limite d'âge, il voit sa candidature rejetée. Il s'oriente alors vers la SS où il rejoint une formation motorisée, puis intègre la 1re division SS Leibstandarte Adolf Hitler.
En avril 1941, il est promu Hauptsturmführer (équivalent de capitaine) avant de participer dès le 22 juin à l'invasion de l'Union soviétique où il fait de nombreux prisonniers.

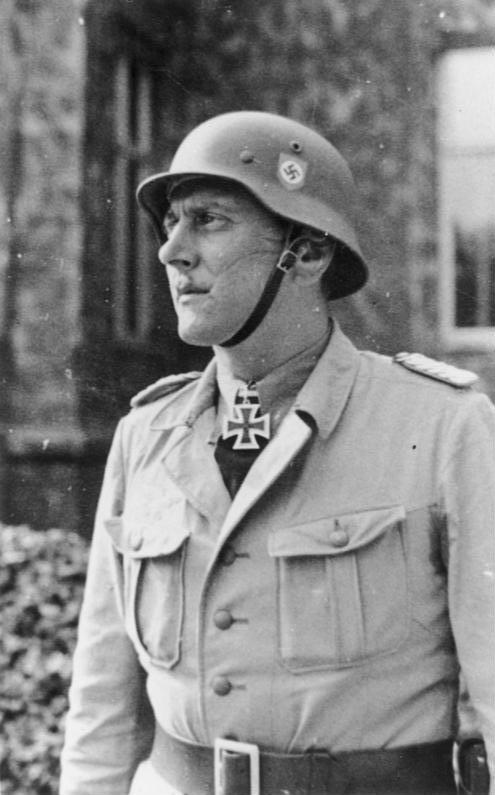
Otto Skorzeny en 1943.

Le 20 avril 1943, il est de nouveau promu et devient responsable de la nouvelle unité commando d'élite Friedenthal.
Durant l'été 1943, il reçoit comme consigne, d'Adolf Hitler en personne, de retrouver Benito Mussolini, alors emprisonné en Italie, et de le libérer.
Il mène alors une enquête de terrain qui lui permet de repérer l'endroit secret où est emprisonné le Duce  et organise secrètement sa libération. L'opération Eiche est placée sous le contrôle opérationnel et la responsabilité du général des parachutistes de la Luftwaffe, Kurt Student, qui mobilise 382 Fallschirmjäger, les parachutistes d'élite de la Luftwaffe, divisés pour l'occasion en deux groupes. Le premier groupe composé d'un commando d'une vingtaine de SS qu'encadre Skorzeny a pour mission de libérer Mussolini ; le second groupe, dirigé par le major Harald Mors, sécurise les alentours du Gran Sasso pour empêcher l'arrivée de renforts ennemis. Le 12 septembre 1943, à 14h00 (7 heures après l'heure prévue), Mussolini est délivré de sa prison du Campo Imperatore sans qu'un coup de feu soit tiré de part et d'autre. Dans la confusion de la vacance des pouvoirs politiques et militaires italiens, les soldats italiens qui le surveillaient avaient reçu l'ordre de ne pas entraver une éventuelle opération d'extraction d'un prisonnier gênant. La réussite de cette opération aéroportée est due à l'effet de surprise et à l'efficacité des « Diables verts », les parachutistes d'élite de la Luftwaffe mais, pour les besoins de la propagande SS, tout le mérite sera attribué à tort au seul Skorzeny,. À bord de l’appareil personnel du général Kurt Student, un Fieseler 156 « Storch » capable de décoller en moins de 70 m et de se poser en moins de 20 m, Mussolini s'envole avec Skorzeny en direction de l’Allemagne.
En novembre 1943, il est envoyé en France, sous la fausse identité du Dr Wolf, pour vérifier à Vichy l'état de protection du maréchal Pétain, les Allemands craignant qu'il ne soit enlevé par les Britanniques par une opération aéroportée. Il constate que des barrages entourent suffisamment la ville et fait protéger son aérodrome.
Il participe aussi à l'opération Rösselsprung en avril et mai 1944 visant à capturer Tito pour perturber le mouvement partisan communiste en Yougoslavie. Tito réussit toutefois à s'échapper et l'opération se solde par un échec dont Skorzeny essayera de se distancer par la suite.
En Hongrie en octobre 1944, il dirige l'opération Eisenfaust visant à enlever le fils de l'amiral Horthy pour faire pression sur celui-ci et obtenir son abdication. L'opération réussit mais n'obtient pas le résultat escompté sur Horthy.

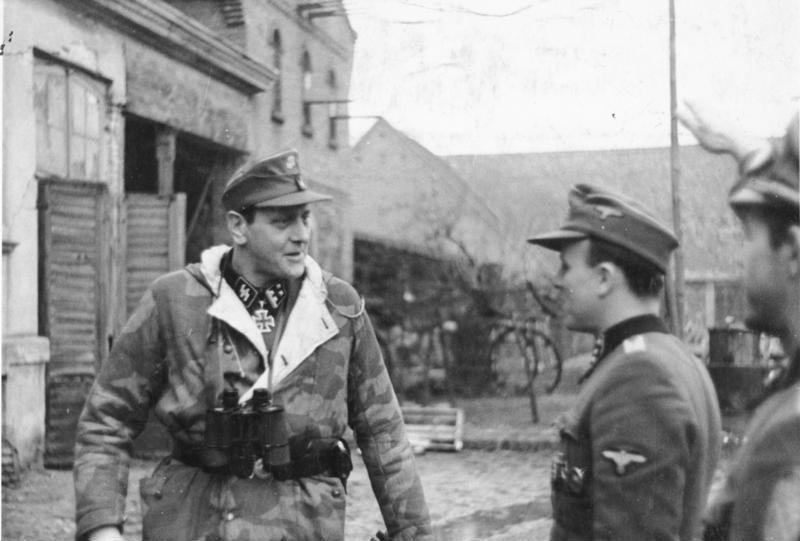
Otto Skorzeny en 1945.

On a cru longtemps qu'à la demande expresse du Führer, il a multiplié les missions derrière les lignes ennemies. La plus spectaculaire d'entre elles, l'opération Greif, a été de créer un groupe de faux soldats américains dans le but de semer la confusion dans les lignes arrière des Alliés pendant la bataille des Ardennes en décembre 1944, opérant ainsi une des premières attaques sous fausses bannières de la guerre. On craignit même qu'il tentât d'assassiner le commandant en chef des forces alliées en Europe, le général américain Eisenhower.
Otto Skorzeny est lié au camp de concentration d'Oranienburg Sachsenhausen, selon les témoignages des déportés français qui figurent dans l'ouvrage Sachso publié par l'amicale de Sachsenhausen.
À la fin de la guerre, il est Obersturmbannführer (équivalent de lieutenant-colonel) et décoré par le gouvernement nazi de la croix de chevalier de la croix de fer avec feuilles de chêne.
Vers la fin de la guerre, il participe à la création de Die Spinne (en) (« l'araignée »), réseau chargé d'exfiltrer des anciens SS vers l'Italie.
À la reddition allemande en mai 1945, il est emprisonné pour ses activités nazies mais il sera acquitté des charges retenues contre lui lors de son procès dont celle d'avoir utilisé des uniformes de soldats ennemis. Si cette action est proscrite par les différentes conventions de guerre, il en fut acquitté car un officier anglais, Forest Yeo-Thomas, confirma le dernier jour de son procès que les Britanniques avaient eux aussi, auparavant, utilisé cette méthode pour infiltrer des prisons, en France, afin de délivrer certains des leurs[réf. nécessaire].

### Après-guerre

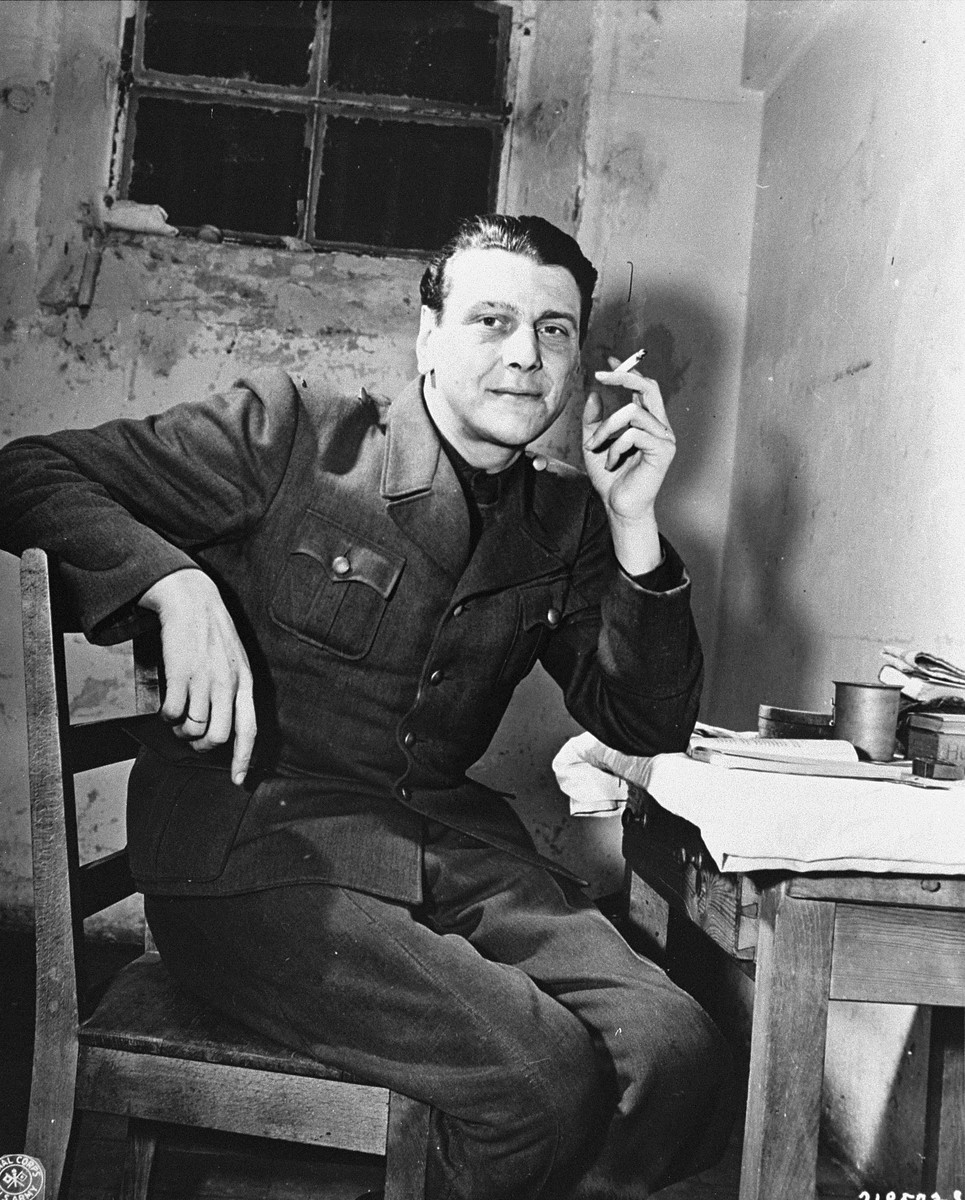
Otto Skorzeny attendant de témoigner lors du procès de Nuremberg en 1945.

Après la guerre, Skorzeny s'enfuit vers l'Espagne franquiste. Il devient responsable du trésor de guerre nazi constitué à l'insu d'Adolf Hitler par Martin Bormann dès 1944.
En 1953, Otto Skorzeny est envoyé par l'ancien général Reinhard Gehlen en Égypte comme conseiller militaire du général Mohammed Naguib. Avec le général Wilhelm Fahrmbacher et plusieurs anciens nazis tels Oskar Munzel, ancien général de division de Panzer, Leopold Gleim, ancien responsable de la garde personnelle d'Hitler, Joachim Daemling, ancien responsable de la Gestapo à Düsseldorf, et le docteur Hans Eisele du camp de Buchenwald, il structure les forces militaires et policières du pays, entraînant les premiers commandos palestiniens.
En 1963, le Mossad apprend qu'un des anciens subordonnés de Skorzeny, H. Mann, est chargé de la sécurité des scientifiques allemands travaillant pour l’Égypte à la mise au point d'armes non conventionnelles. Le Mossad tente alors de recruter Skorzeny. Plus anticommuniste qu'antisémite, celui-ci accepte, en échange de l'engagement des Israéliens de ne pas chercher à l'éliminer par la suite. Grâce à lui, le Mossad récolte d'importantes informations sur la structure du programme de recherche égyptien et sur les scientifiques qui y participaient. L'échec de ce programme de recherche égyptien clôt la collaboration de Skorzeny avec l’État hébreu,,.
En 1970, il crée avec Gerhard Hartmut von Schubert une organisation de lutte anticommuniste basée en Espagne qui organise des attentats et recrute des mercenaires : le Paladin group. Il s'adonne aussi au trafic d'armes par l'intermédiaire de sa société Atlantico dont le siège social est situé au 28 Calle Jorge Juan à Madrid.
Cette année-là, les médecins découvrent deux tumeurs cancéreuses sur sa colonne vertébrale. Opéré à Hambourg, il reste paralysé des membres inférieurs durant six mois mais parvient à remarcher après une rééducation.
Le 6 juillet 1975, il meurt d'un cancer à Madrid. Il avait épousé Ilse von Finckenstein (1918-2002) en secondes noces.

#### Au service du Mossad
En 1989, un article de la Jewish Telegraphic Agency révélait qu’à une occasion Skorzeny avait travaillé pour le Mossad. En 1963, il aurait fait venir d’Égypte un de ses anciens subordonnés qui travaillait à la construction de fusées contre Israël et lui aurait présenté deux agents du Mossad en les faisant passer pour des officiers de l’OTAN, ses amis. Finalement, l’ancien subordonné de Skorzeny aurait accepté d’aider à mettre fin à la présence de scientifiques allemands dans l’Égypte de Nasser contre l'assurance que les Israéliens ne tenteraient rien contre lui.
Le 1er janvier 2013, c’est-à-dire avant la révélation de la participation de Skorzeny à l’élimination de Heinz Krug dans le cadre de l'Opération Damoclès, The Jerusalem Post parlait de la rencontre de Rafi Eitan, alors dirigeant des services de sécurité du Shin Bet, et d’Avraham Ahituv, futur dirigeant du Shin Bet, avec Otto Skorzeny. Ce dernier journal s'en indignait d'ailleurs, parlant de l'attitude schizophrénique du Mossad. 
Pourtant, un article du journal israélien Haaretz devait révéler le 27 mars 2016 que la collaboration de Skorzeny et du Mossad avait été plus précoce, plus étroite, et surtout avait comporté l'élimination physique d'un individu jugé comme dangereux. La collaboration commença à partir de 1962, en liaison étroite avec Avraham Ahituv et Rafi Eitan (comme l'a confirmé Eitan). Après avoir été recruté, Skorzeny s'envola vers l'Égypte et établit une liste détaillée de savants allemands avec leurs adresses. Il réunit aussi à l'intention du Mossad les noms de nombreuses entreprises de premier plan en Europe qui se procuraient et expédiaient des composants pour les projets militaires de l'Égypte. Il avait accepté de travailler avec Israël à la condition que d'une part Simon Wiesenthal rayât son nom de la liste des criminels de guerre nazis qu'il recherchait et d'autre part qu'on agît pour faire annuler un mandat d'arrêt contre lui. Bien que Wiesenthal eût rejeté cette demande, Skorzeny décida en fin de compte de coopérer malgré tout avec le Mossad,. 
Selon Yossi Melman (en) et Dan Raviv, Skorzeny fut recruté après que le Mossad l'eut rencontré dans sa maison en Espagne, où il s'attendait à être assassiné. Il reçut des instructions en Israël où son officier traitant Yosef Raanan le fit venir secrètement. Il y rencontra Isser Harel, le patron du Mossad et on lui fit même visiter le mémorial de Yad Vashem. Dans son travail pour le Mossad, il eut à exécuter, avec deux agents du Mossad, un spécialiste allemand des fusées, Heinz Krug, qui travaillait avec l'Égypte (le corps de Krug dissous dans l'acide ne sera jamais retrouvé), et à envoyer une lettre piégée qui tua cinq Égyptiens au site militaire égyptien de fusées 333. Les Allemands, terrorisés, quittèrent alors l'Égypte. Cependant, à la suite de la découverte d'une mission d'intimidation du Mossad en Suisse qui avait provoqué des remous diplomatiques, le Premier ministre israélien Ben Gourion limogea le chef du Mossad qui dut rompre toute relation avec Skorzeny.
Skorzeny n'a jamais expliqué les raisons précises pour lesquelles il avait aidé Israël. On suppose que ses motifs pour travailler avec le Mossad peuvent avoir été son goût pour l'aventure et le risque, ainsi que pour s’assurer que lui-même ne serait jamais assassiné par le Mossad.

## Filmographie

### Série
- 2021 : Jaguar : Otto Bachmann joué par Stefan Weinert (Netflix)
- 2023 : Les patients du docteur Garcia : Otto Skorzeny joué par Marius Biegai (Netflix)

### Documentaire
- 2018 : Otto Skorzeny, chef de commando nazi et agent du Mossad de Karl Zéro.
- 2021: Otto Skorzeny l'itinéraire dangereux d'un ancien nazi (Netflix)

## Publications
- (de) Geheimkommando Skorzeny, autobiographie, Hansa Verlag Toth, Hambourg, 1950, OBV, DNB.
- (de) Wir kämpften – wir verloren, Für Deutschland, tome 4, Ring-Verlag, Siegburg-Niederpleis, 1962, OBV, DNB.
- (de) Lebe gefährlich, Deutsche Kommandos im 2. Weltkrieg, tome 1, 2e édition, Cramer, Königswinter, 1973,  (ISBN 3-920139-00-3).
- (en) Skorzeny’s Special Missions. The Memoirs of ’The Most Dangerous Man in Europe’, Greenhill Books, Londres, 1997,  (ISBN 1-85367-291-2).
- (en) Otto Skorzeny (préf. Charles Messenger), Skorzeny's Special Missions : The Memoirs of 'the Most Dangerous Man in Europe', Londres St. Paul, Greenhill Books MBI Pub. Co, 2006 (1re éd. 1957), 221 p. (ISBN 978-1-85367-684-0, OCLC 62761651).
- (de) Meine Kommandounternehmen, Klassiker der Zeitgeschichte, Winkelried-Verlag, Dresde, 2007,  (ISBN 978-3-938392-11-9).

### Traductions françaises
- La Guerre inconnue, autobiographie d'Otto Skorzeny, Paris, Albin Michel, 1975  (ISBN 2-226-00150-6).
- Opérations secrètes, préface de Saint-Loup, Éd. Déterna, 2002 (réédition du livre de 1965 aux Collections Action).
- Les Commandos du Reich, préface de Saint-Loup, Éd. Déterna, 2002.
- Mes Missions secrètes (Mémoires d'Otto Skorzeny), Paris, Éditions Nouveau Monde, 2016, 256 p.  (ISBN 978-2-369-42438-3 et 978-2-369-42437-6).

### Culture populaire
- Otto Skorzeny est un des protagonistes du roman Ratlines de Stuart Neville (2013) Publié en français sous le titre Ratlines, trad. de Fabienne Duvigneau, Paris, Éditions Rivages, coll. « Thrillers », 2015, 400 p.  (ISBN 978-2-7436-3165-9) ; réédition Rivages/Noir no 1020, 2016.